# Kraví Hora (Jindřichov)
Kraví Hora (deutsch Kuhberg, älter auch Kühberg) ist eine Wüstung in der Gemeinde Jindřichov (Hennersdorf) in Tschechien. Sie liegt viereinhalb Kilometer südlich von Jindřichov und gehört zum Okres Bruntál.

## Geographie
Die Kolonie Kraví Hora befand sich am Rande der Zlatohorská vrchovina (Zuckmanteler Bergland) in der Jindřichovská pahorkatina (Hennersdorfer Hügelland) auf einem Sattel am Nordosthang der Kraví hora (Kuhberg, 725 m. n.m.) über dem Quellgrund des Baches Černý potok. Nördlich erhebt sich der Pohár (Mandelbecherkuppe, 634 m. n.m.), im Osten der Mechový hrb (644 m. n.m.), südöstlich der Na Malém Valštejněm (684 m. n.m.) und die Jivina  (Salerberg, 697 m. n.m.), im Südwesten der Na Valštejně (751 m. n.m.) und die Kraví hora, westlich der Hřebeny (775 m. n.m.) sowie im Nordwesten der Ďáblův kopec (664 m. n.m.) und der der Pohár (Mandelbecherkuppe, 634 m. n.m.).
Nachbarorte waren  Janov (Johannesthal) und Jindřichov im Norden, Arnultovice (Arnsdorf) und Pitárné (Pittarn) im Nordosten,  Artmanov (Artmannsgrund) und Damašek (Damasko) im Osten, Třemešná (Röwersdorf), Rudíkovy (Reigelsdorf) und Hynčice (Heinzendorf) im Südosten,  Malý Valštejn (Klein Wallstein) im Süden, Ztracená Voda (Verlorenwasser) im Südwesten sowie Petrovice (Petersdorf) und Svinný (Saubach) im Nordwesten.

## Geschichte
Nach der Josephinischen Landesaufnahme des Herzogtums Ober-Schlesien stand in der Mitte des 18. Jahrhunderts auf einer Rodung in den Bergwäldern am Kühbergsattel – dicht an der Grenze der großen mährischen Enklave mit der schlesischen Minder-Standesherrschaft Olberdorf – lediglich ein einschichtiges Forsthaus der bischöflichen Lehnsherrschaft Hennersdorf. Bis 1783 gehörte das Forsthaus Kühberg – als Teil der großen mährischen Enklave Hotzenplotz – zum Prerauer Kreis, danach zum Troppauer Kreis.
Die Kolonie Kühberg wurde 1808 durch den Besitzer der Lehnsherrschaft Hennersdorf, Anton Carl Freiherr von Bartenstein als Holzfällersiedlung angelegt. Jedem Ansiedlungswilligen verpachtete er eine Parzelle von drei Joch 400 Quadratklafter neben dem Forsthaus. Sämtliche Häuser der Kolonie wurden rechtsseitig des von Hennersdorf auf den Kuhbergsattel führenden Weges in Blockhausbauweise errichtet. Vor 1835 entstand als einziges Gebäude an der linken Wegseite ein gemauerter Glockenturm, der im Franziszeischen Kataster von 1836 eingezeichnet ist. Von Kühberg führten Wege nach Klein Wallstein, Verlorenwasser und zum Forsthaus Saubach. Im Jahre 1835 wurde Kühberg als Hennersdorf zugerechnete Kolonie von wenigen schlichten Häusern aufgeführt. Die Bewohner waren deutschsprachig und katholisch. Pfarrort war Hennersdorf. Die Bewohner von Kühberg waren jedoch gesellschaftlich eher mit dem nahgelegenen Klein Wallstein verbunden und besuchten die Gottesdienste in der Kirche des hl. Franz Xaver in Groß Wallstein. Wegen der abgelegenen Lage erteilte die Herrschaft einem der Siedler die Schankrechte für Bier, Korn und Kaffee. Bis zur Mitte des 19. Jahrhunderts blieb Kühberg der Herrschaft Hennersdorf untertänig.
Nach der Aufhebung der Patrimonialherrschaften bildete Kühberg ab 1849 eine Ansiedlung der Gemeinde Hennersdorf im Gerichtsbezirk Hotzenplotz. Ab 1869 gehörte Kühberg zum Bezirk Jägerndorf. 1873 wurde die Kolonie dem neuen Gerichtsbezirk Hennersdorf zugeordnet. Der neue Besitzer der Grundherrschaft Hennersdorf, Albert Klein von Wisenberg ließ 1874 in Kühberg eine Volksschule errichten. Im Jahre 1890 hatte die Kolonie Kühberg 65 Einwohner und bestand aus zwölf Häusern. Im Ort gab es ein Forsthaus, daneben einen Quellbrunnen mit der Wilhelmsquelle, eine Schule, das von Johann Gesirich bewirtschaftete Gasthaus und einen Glockenturm. Seit Beginn des 20. Jahrhunderts wurde die Siedlung – wie auch der Berg – Kuhberg genannt. Der zu dieser Zeit aufkommende Ausflugsverkehr führte an den Wochenenden zunehmend Fremde auf den Kuhberger Sattel, der eine weite Aussicht bot. Das direkt am Weg hinunter nach Klein Wallstein gelegene Gasthaus wurde deshalb erweitert und erhielt einen Anbau mit Tanzsaal und Musikautomat sowie eine Tabaktrafik. Der Wirt benannte es bald in „Friedrich-Adalbert-Heim“ um, volkstümlich wurde es als „Sudetenbaude“ (Sudetská chata) bezeichnet. Beim Zensus von 1921 wurde Kuhberg/Kraví Hora als eine zu Hennersdorf / Jindřichov zugerechnete Häusergruppe aufgeführt und bestand aus zwölf Häusern. 1927 wurde die Wilhelmsquelle neugefasst. 1930 lebten in den elf Häusern von Kuhberg 36 Personen. Die Volksschule in Kuhberg, in der zu besten Zeiten 13 Kinder unterrichtet wurden, bestand bis 1938. Danach wurden die Kinder nach Wallstein umgeschult. Nach dem Münchner Abkommen wurde Kuhberg im Herbst 1938 dem Deutschen Reich zugesprochen und gehörte bis 1945 zum Landkreis Jägerndorf. Nach dem Ende des Zweiten Weltkrieges kam die Kolonie zur Tschechoslowakei zurück. Die deutschsprachige Bevölkerung wurde in dieser Zeit vertrieben und Kraví Hora nicht wiederbesiedelt.
Um 1955 erfolgte der Abbruch sämtlicher Gebäude. Erhalten blieb nur die mit der Jahreszahl 1927 versehene steinerne Brunnenstube des Vilémův pramen (Wilhelmsquelle), die 2012 zusammenfiel. Von den Häusern sind nur steinernen Grundmauern, Betontreppen der Schule und des Gasthauses sowie der Torso des Glockenturms zu finden. Auf einer der Mauern wurde um 2009 eine Hütte errichtet.

## Ortsgliederung
Kraví Hora ist Teil des Katastralbezirks Jindřichov ve Slezsku.